# 乌戈·班塞尔
乌戈·班塞尔·苏亚雷斯（西班牙語：Hugo Banzer Suárez；1926年5月10日—2002年5月5日），玻利維亞軍人，政治人物及獨裁者，是德国移民的后裔，曾就读于玻利维亚、阿根廷、巴西和美国的军事学校，包括德克萨斯州胡德堡的装甲骑兵学校。他在1971年－1978年和1997年－2001年，兩次就任玻利維亞總統，第一次掌有實權，第二次則僅為制度上的當選者。

## 生平
1926年，出生于圣克鲁斯省的农村低地。
1964年，任教育部长。1967年，任驻美国华盛顿大使馆武官。1969年，回国，任军事学院院长。1971年，发动军事政变推翻胡安·何塞·托雷斯，担任总统。1978年，辞职，流亡阿根廷。
1979年，回国，组织国民民主行动党。1997年，当选总统。2001年，因身患绝症辞去总统职务。2002年，逝世。